# Дедов, Алексей Викторович
Алексей Викторович Дедов (род. 19 октября 1973 года) — российский физик, специалист в области теплообмена, член-корреспондент РАН (2016).

## Биография
Родился 19 октября 1973 года.
В 2010 году — защитил докторскую диссертацию, тема: «Теплообмен и гидродинамика одно- и двухфазных потоков при интенсивном воздействии массовых сил в условиях одностороннего нагрева».
С 2013 года — директор Института тепловой и атомной энергетики МЭИ.
В 2016 году — избран членом-корреспондентом РАН.

## Научная деятельность
Специалист в области теплообмена. Автор 120 научных работ, из них 11 патентов.
Основные научные результаты:
- решены задачи интенсификации теплообмена и критических тепловых потоков при кипении для охлаждения и термостабилизации обращенных к плазме элементов конструкций термоядерных реакторов и установок при плотности тепловых потоков свыше 20 МВт/м²;
- разработаны на базе обоснованных физических подходов методики расчета теплообмена и критических тепловых потоков при кипении в условиях одностороннего подвода энергии и интенсивном воздействии массовых сил;
- исследованы гидродинамика и теплообмен в моделях перспективных тепловыделяющих сборок ядерных реакторов.

Ведет преподавательскую работу: заведующий кафедрой общей физики и ядерного синтеза МЭИ, где читает курсы лекций для бакалавров и магистров, осуществляя научное руководство аспирантами. Является членом учёного совета Национального исследовательского университета «МЭИ».

## Из библиографии
- Теплообмен и гидродинамика в термоядерных установках : учеб. пос. по курсу «Теплообмен и гидродинамика в термоядерных установках» для студентов … по напр. «Ядерная энергетика и теплофизика» / А. В. Дедов; Мин-во науки и ВО РФ, Нац. иссл. ун-т «МЭИ». — Москва : Изд-во МЭИ, 2019. — 179 с. : ил., табл.; 21 см; ISBN 978-5-7046-2241-3 : 100 экз.
- Экспериментальные методы исследования теплогидравлических процессов в охлаждаемых элементах конструкций термоядерных и ядерных реакторов и установок : лабораторный практикум по курсу «Теплообмен и гидродинамика в термоядерных установках» для студ. … по напр. «Ядерная энергетика и теплофизика» / Варава А. Н., Дедов А. В., Захаренков А. В. [и др.] ; Мин-во науки и ВО РФ, Нац. иссл. ун-т «МЭИ». — Москва : Изд-во МЭИ, 2021. — 129 с. : ил., табл.; 21 см; ISBN 978-5-7046-2352-6 : 80 экз.
- Курс общей физики : учеб. пос. / М. К. Губкина, А. В. Дедов, Д. А. Иванов [и др.]; под редакцией Д. А. Иванова ; Мин-во науки и ВО РФ, Нац. иссл. ун-т «МЭИ». — 2-е изд., перераб. и доп. — Москва : Издательство МЭИ, 2021. — 511 с. : ил.; 23 см; ISBN 978-5-7046-2429-5 : 1000 экз.

### Под его редакцией
- Институт тепловой и атомной энергетики МЭИ: [сборник] / под общ. ред. А. В. Дедова. — Москва : Изд. дом МЭИ, 2017. — 266 с. : ил., портр.; 24 см; ISBN 978-5-383-01281-9
- Энергобудущее. Перспективные технологии : хрестоматия / А. В. Андрюшин, Э. К. Аракелян, В. П. Будаев и др. под ред. А. В. Дедова; Мин-во науки и ВО РФ, Нац. иссл. ун-т «МЭИ». — Москва : Изд-во МЭИ, 2018. — 122 с. : ил.; 20 см; ISBN 978-5-7046-2007-5 : 200 экз.